# Saúva

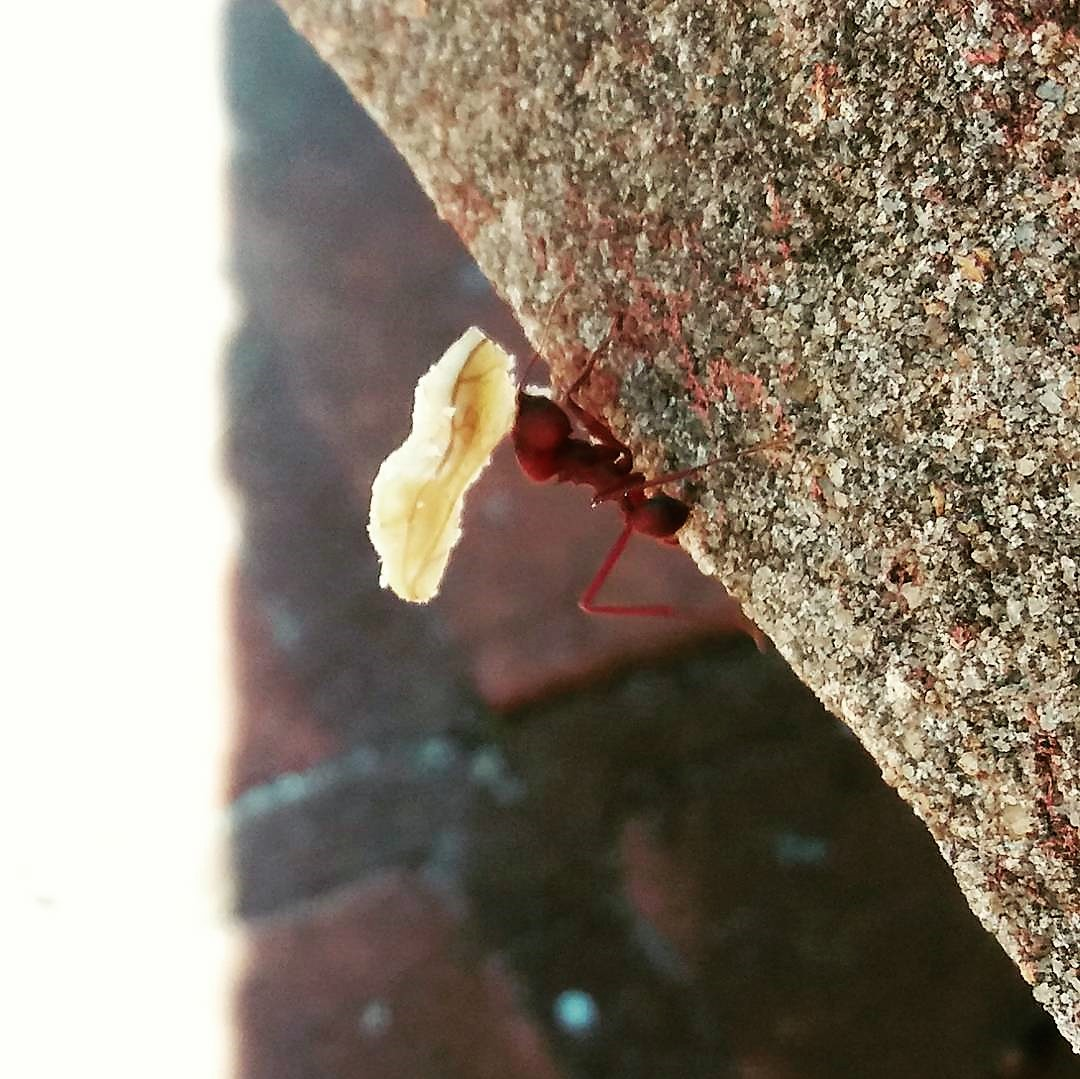
Saúva carregando um pedaço de noz

Chamam-se saúvas as formigas-cortadeiras no Brasil, especialmente as rainhas do gênero Atta, insetos da família dos formicídeos. Conta atualmente com cerca de duzentas espécies, todas nativas do Novo Mundo e mais abundantes na Região Neotropical. No Brasil, as saúvas constam como uma das mais importantes pragas agrícolas, sendo tão abundantes e ativas nas lavouras que os primeiros colonizadores as denominavam de "o verdadeiro Rei do Brasil".
Estas formigas-cortadeiras cortam pedaços de folhas, que carregam para seus formigueiros a propósito de criarem um fungo que constitui o seu alimento exclusivo. As folhas e outras partes de plantas (tanto mono como dicotiledôneas) cortadas pelas saúvas, depois de levadas para o interior do formigueiro servem de substrato para o cultivo de um fungo mutualista do qual as formigas se alimentam. A exata identidade deste fungo varia de acordo com as espécies envolvidas, havendo as seguintes espécies listadas: Leucoagaricus gongylophorus, Attamyces bromatificus, Pholota gongylophora (Moeller).

## Outros nomes, grafias e etimologia
São chamadas ainda, entre outros nomes, de saúba, formiga-cortadeira, formiga-carregadeira, formiga-de-mandioca, formiga-cabeçuda, formiga-de-roça, roceira, cabeçuda, caçapó, maniuara, caiapó, carregadeira, cortadeira, formiga-caiapó, formiga-da-roça, formiga-de-nós, formiga-saúva, lavradeira, manhuara, tanajura, picadeira e formiga-de-taboca.

## Tipos de trabalhos na colônia
Assim como as demais formigas, a rainha (chamada nas saúvas de Tanajura) precisam voar para acasalar com os machos (içás), a fim de escavar o solo ao cair, e fundar um novo formigueiro. São estes insetos de metamorfose completa, cujo desenvolvimento inclui desde o ovo, passando por algumas mudas larvais , e finalmente uma fase de pupa até a fase adulta. Três anos depois do início do formigueiro, o formigueiro começa a produzir içás e tanajuras que compõem o voo nupcial no início do verão. Uma rainha de saúvas pode viver mais de 20 até 30 anos.
Bitus: um dos ovos da rainha menos tratados é macho. Ele acasala e depois morre. Também é produzido depois de três anos e faz um voo nupcial na primavera.
Cortadeiras: seu trabalho é carregar as folhas para o formigueiro.
Soldados: encarregadas de proteger o formigueiro dos invasores.
Lixeiras: limpeza da colônia, carregam o lixo para uma galeria mais funda e longe de todas para não transmitir doenças. Tipos de lixo: fungos e formigas mortas.
Enfermeiras: cuidam dos ovos, larvas e pupas e ajudam a rainha a cuidar dos filhotes.

## Importância ecológica
Ajudam a enriquecer o solo e dar origem a florestas.

## Ciclo de Vida
Os ovos bem cuidados dão origem a formigas aladas, as fêmeas (tanajuras); os ovos mal cuidados dão origem a machos (bitus). No voo nupcial, macho e fêmea acasalam. O macho (bitu) morre. A fêmea volta ao chão, arranca suas asas e funda um novo formigueiro. Depois de uma semana, ela já produz ovos e, depois de 45 dias, os ovos chegam à idade adulta. Depois de uns anos, os ovos bem tratados viram formigas aladas que dão origens aos novos formigueiros. A fêmea guarda uma bolota de fungo que é alimento para as saúvas.

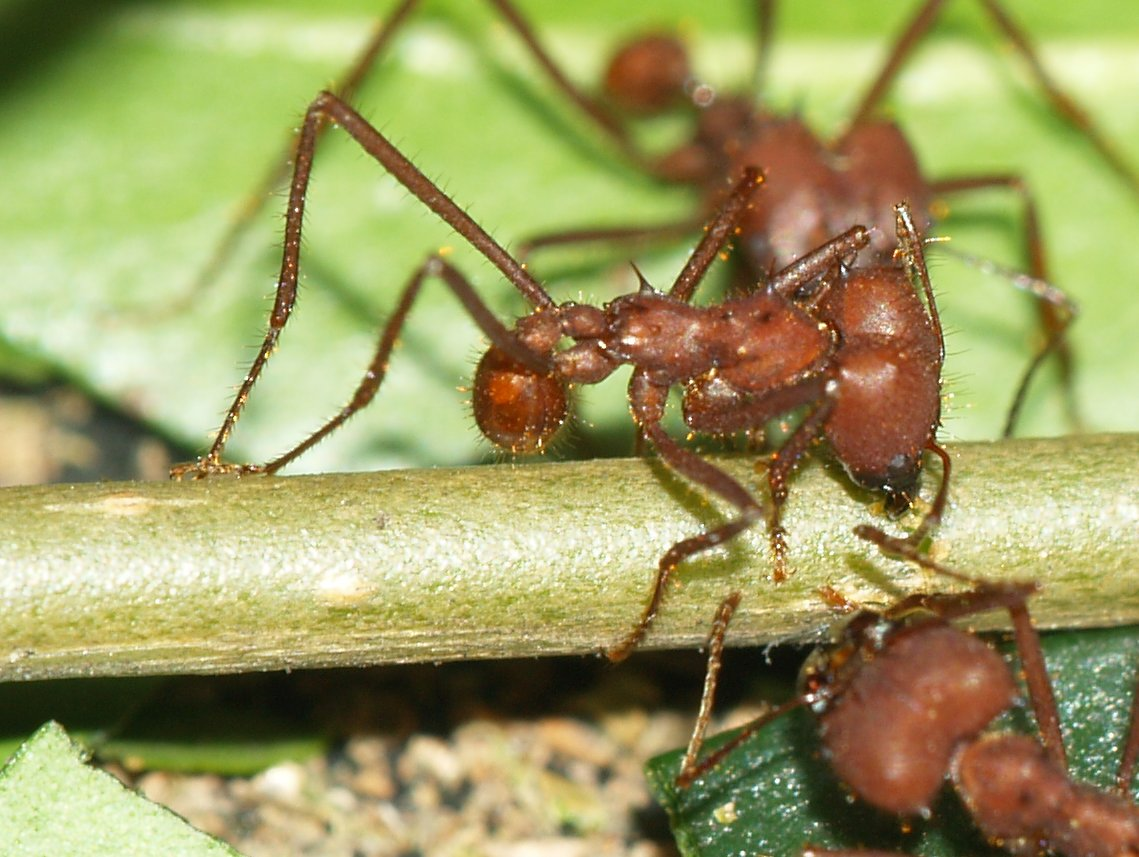
A. cephalotes numa folha

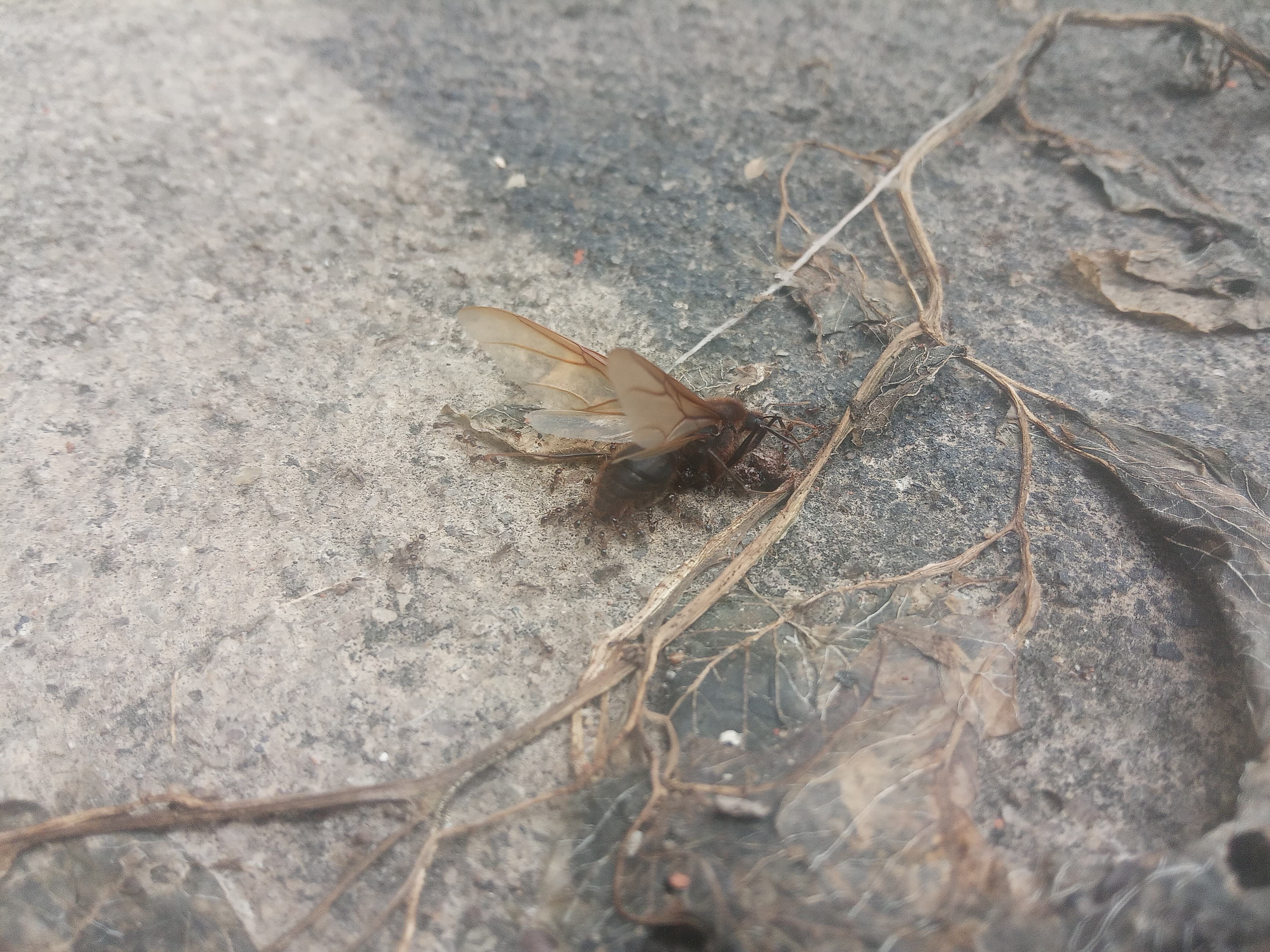
As formigas são uma das várias predadoras das tanajuras e içás.

A tanajura, como é conhecida a rainha, e o içá, bitu, vitu, cabitu, savitu, içabitu, sabitu ou escumana, como são conhecidos os machos, revoam para copular em dias claros no início do verão e no começo da estação chuvosa. Após a rainha ser fecundada, ela pode voltar ao solo para fundar um novo sauveiro. Traz consigo, no aparelho bucal, uma pelota de fungo de seu formigueiro natal que será usada como base inicial para o novo sauveiro, adubada com matéria fecal.

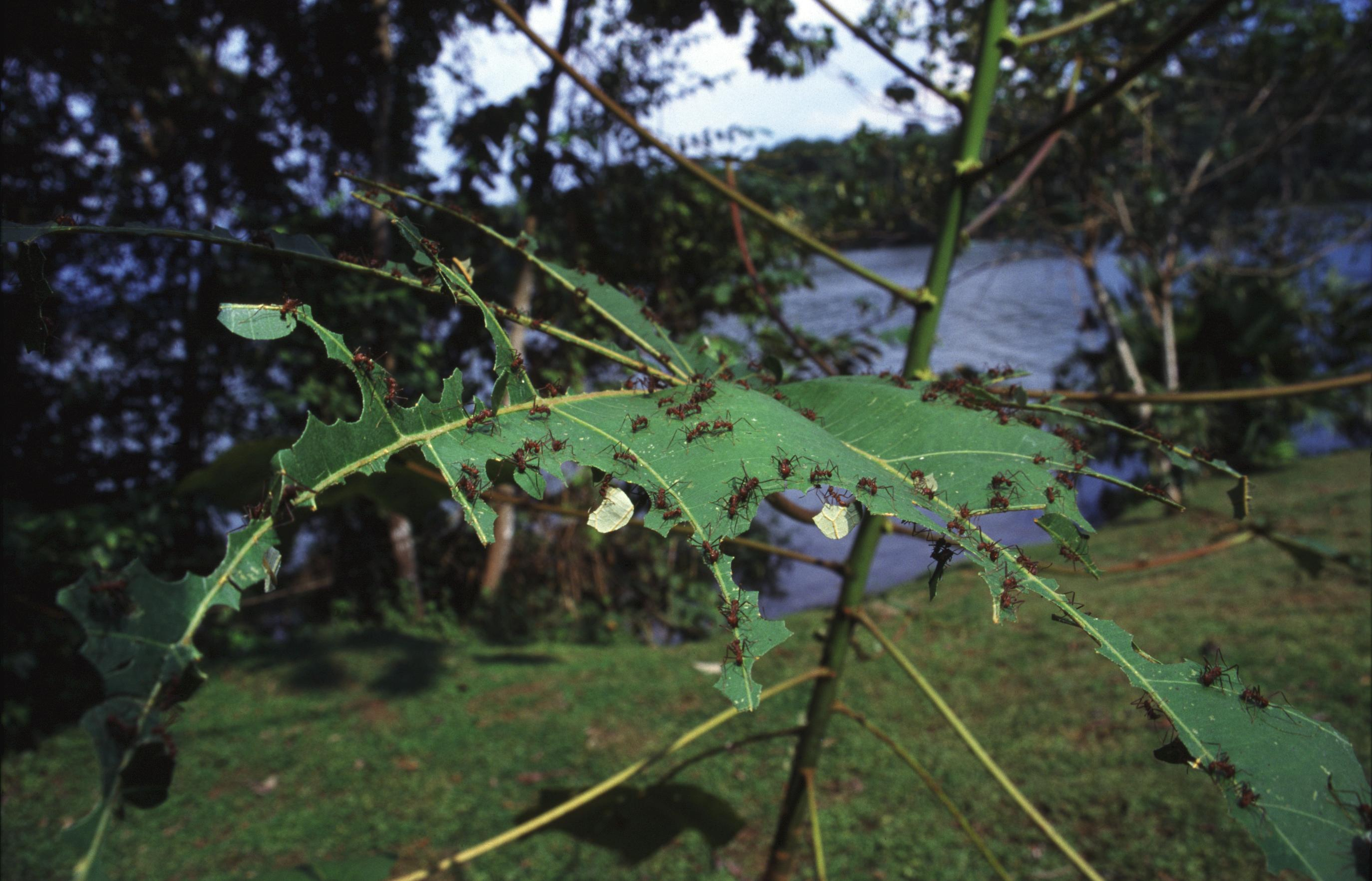
Atta columbica cortando folhas de uma árvore no Panamá.

Cerca de 99% das tanajuras não chega a formar sauveiros maduros.
Entre as espécies mais comuns de saúva no estado de São Paulo, estão:
- Atta sexdens rubropilosa  Forel, 1908  - saúva-limão
- Atta sexdens piriventris  Santschi, 1919 - saúva-limão-sulina
- Atta laevigata  F. Smith, 1858 - saúva-cabeça-de-vidro
- Atta bisphaerica  Forel, 1908 - saúva-amarela ou saúva-mata-pasto
- Atta capiguara Gonçalves, 1944 - saúva-dos-pastos ou saúva-parda

## Etimologia
"Saúva" e "saúba" são oriundos do termo tupi ïsa'ub. "Maniuara" é oriundo do tupi mani'wara. "Bitu", "sabitu", "vitu", "cabitu", "savitu" e "içabitu" vêm da junção dos termos tupis ïsá (formiga) e ibitu (vento). "Içá" é a forma reduzida do tupi ïsa'ub (formiga mestra). "Tanajura" provém do tupi tanayu'rá.

## Controle natural
Durante o voo nupcial, as içás podem ser devoradas por pardais, andorinhas, sabiás e outras aves. Em terra, podem ser comidas por calangos, sapos e até por outras espécies de formigas, ou mesmo o homem.
Durante a fundação do sauveiro novo, podem ser atacadas por outras formigas, predadores como os tatus e outros artrópodes predadores.

## Culinária
As tanajuras e os içás de diversas espécies são apreciadas no Brasil como comida, sendo principalmente consumidas por nativos do interior dos estados de São Paulo e Minas Gerais, em algumas tribos de índios brasileiros e também em Pernambuco. Geralmente são preparadas fritas, em salmoura e misturadas com farofa, ou às vezes doces como paçocas produzindo assim a farofa de içá. Em cidades do interior ou em áreas rurais, elas são servidas fritas na manteiga em bares e restaurantes populares. Essa tradição foi passada para os sertanejos e tropeiros, os quais, ainda nos dias atuais, não deixam a tradição ser esquecida de vez.
No nordeste brasileiro as tanajuras fazem parte de um cardápio exótico, sendo iguaria em mercados públicos como o de São José, no Recife. A captura, o modo de preparar e a degustação da Tanajura são tombados como patrimônio imaterial do povo do município de Tianguá, localizado na Cuesta da Ibiapaba no Ceará.

## Categorias
Obs as categorias a baixo
- CATI
- Mariconi, F.A.M. 1970. As saúvas. São Paulo, Agronômica Ceres, 167p.
- Pinhati, a.C.O.S.; Bacci, M.; Hinkle, G. et al. Low variation in ribosomal DNA and internal transcribed spacers of symbiotic fungi of leaf-cutting ants (Attini: Formicidae). Brazilian Journal of Medical and Biological Research, v.37, p. 1463-1472, 2004.
- Culinária
- Folha Online - Painel do Leitor
- Folha Online - Comida